# (14490) 1994 US2
(14490) 1994 US2 est un astéroïde de la ceinture principale d'astéroïdes découvert en 1994.

## Description
(14490) 1994 US2 a été découvert le 31 octobre 1994 à Kushiro (Japon) par Seiji Ueda et Hiroshi Kaneda.

### Caractéristiques orbitales
L'orbite de cet astéroïde est caractérisée par un demi-grand axe de 2,47 UA, un périhélie de 2,010 UA, une excentricité de 0,15 et une inclinaison de 3,11° par rapport à l'écliptique. Du fait de ces caractéristiques, à savoir un demi-grand axe compris entre 2 et 3,2 UA et un périhélie supérieur à 1,666 UA, il est classé, selon la JPL Small-Body Database, comme objet de la ceinture principale d'astéroïdes.

### Caractéristiques physiques
(14490) 1994 US2 a une magnitude absolue (H) de 14,1 et un albédo estimé à 0,576.